# Navalmanzano
Navalmanzano è un comune spagnolo di 1 135 abitanti situato nella comunità autonoma di Castiglia e León.